# Wincenty Siedlecki
Wincenty Siedlecki, (zm. 1840) – duchowny greckokatolicki. W 1819 mianowany sufraganem chełmskim. Zrezygnował z urzędu w 1828.